# Els Tres Termes de Boquià
Els Tres Termes de Boquià és una muntanya de 471 metres que es troba al municipi de Serinyà, a la comarca del Pla de l'Estany.